# John Leeson
John Francis Christopher Ducker, znany jako John Leeson (ur. 16 marca 1943 w Leicesterze) – brytyjski aktor filmowy, telewizyjny oraz głosowy, znany przede wszystkim z roli psa-robota o nazwie K-9 z seriali Doktor Who, K-9 and Company, Przygody Sary Jane i K-9.

## Filmografia
- 1968: The Spanish Farm jako Lt. Mansfield
- 1969: Armia tatuśka jako żołnierz
- 1970: On the House jako młody człowiek
- 1972: My Wife Next Door jako dostarczyciel
- 1972 - 1973: Rainbow jako Bangle
- 1973: Comedy Playhouse jako Hippy
- 1977: Headmaster
- 1977: Crown Court jako Claude Pacey-Dunstan
- 1977 - 1981, 1983, 1993, 2006, 2008, 2010: Doktor Who jako K-9
- 1977, 2006: Blue Peter jako K-9
- 1978 - 1979: Blakes 7 jako Pasco, Toise
- 1979: Jigsaw jako Biggum
- 1979: Tarka the Otter
- 1979: Rings on Their Fingers jako Denzil Simmonds, pan Simmonds
- 1981: Sorry! jako Victor
- 1981: K-9 and Company jako K-9
- 1982: The Barretts of Wimpole Street jako Henry
- 1985: Oscar jako asystent stenotypisty
- 1986: Bum! Koniec świata jako redaktor telewizyjny
- 1989: ’Allo ’Allo! jako kucharz w pociągu
- 1993: The Bill jako pan Witchell
- 1994: Minder jako pogranicznik
- 1995: Buds jako Harris
- 1995 - 1998: Na posłuchaniu jako Harris
- 1998: Targowisko próżności jako ksiądz
- 2000: Delusion jako biznesmen
- 2000: Długość geograficzna jako producent z radia BBC
- 2000: Doctors jako Alan Carmichael
- 2007, 2009 – 2010: Przygody Sary Jane jako K-9
- 2009 – 2010: K-9 jako K-9
- 2013: The Five(ish) Doctors Reboot jako K-9